# Kaple svaté Anny (Hutov)
Kaple svaté Anny na Hutově byla postavena v roce 1894, kromě bohoslužeb sloužila i jako hrobka majitelům pěti břidlicových lomů v blízkém okolí. Jedná se o jednolodní stavbu s věží – v podzemí se nachází pozoruhodně velká krypta. Ještě v 50. letech 20. století byl „kostelík“ plně funkční a mši zde sloužil i František Vaňák. V kapli se nacházely kromě kvalitních varhan i oltář, lavice, zábradlí a nástěnné malby. K devastaci objektu došlo počátkem 60. let, kdy brigádníci z Ostravy vyrazili dveře, rozbili náhrobní desku a z krypty odcizili prsten nebožtíka, jehož lebku narazili na kůl před vchodem. V následujících letech sloužila kaple jako úkryt trampů, kteří spálili trámové dřevo (vypálili i blízký statek), dále se na devastaci nezabezpečené stavby  podíleli i náhodní kolemjdoucí. Pozemek s kaplí patří církvi.

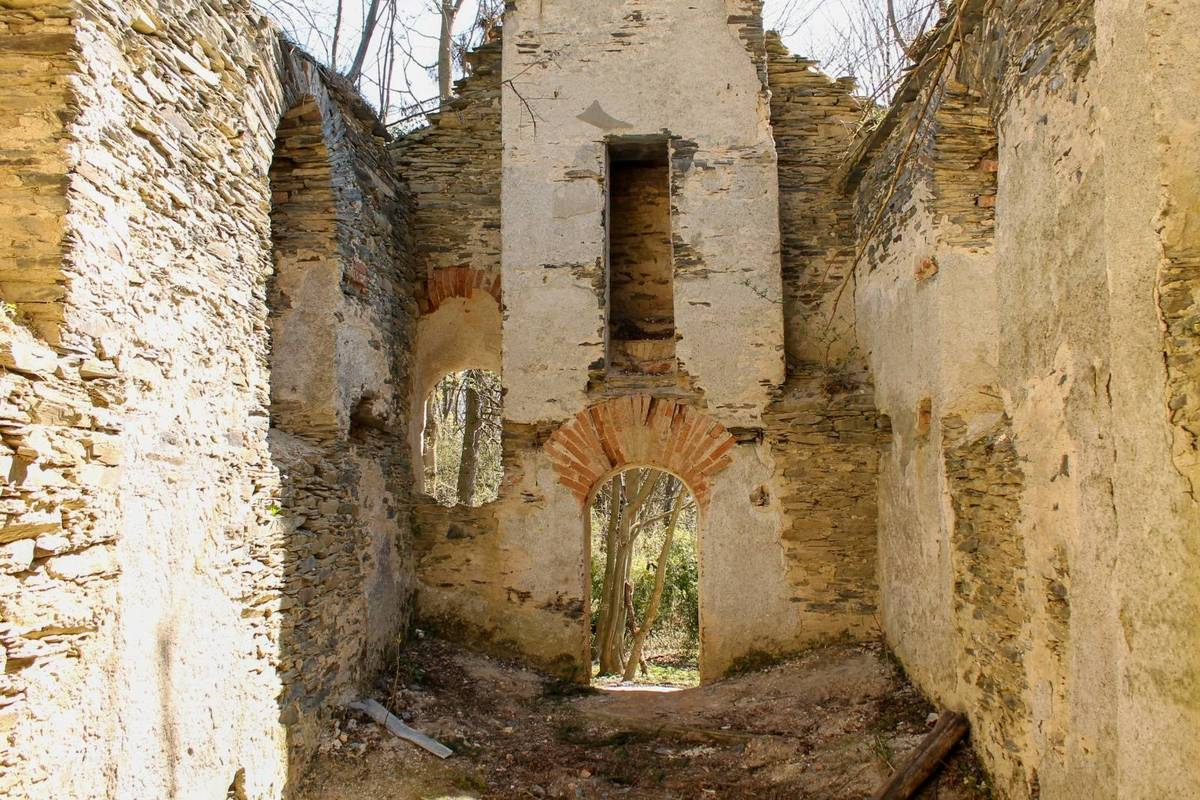
Stav v roce 2021

## K zaniklé osadě uživatelů kaple
Hutov (Hutdörfel) je zaniklá osada, která kdysi bývala součástí Jiříkova nedaleko Rýmařova. Dle zápisu ze sčítání lidu z roku 1930 zde žilo 29 obyvatel německé národnosti, kteří se živili těžbou modrošedé jílovité břidlice z okolních lomů. Těžba břidlic zde probíhala minimálně od poloviny 19. století a zanikla po druhé světové válce po vysídlení německých obyvatel.